# Thủy ngân(I) nitrat
Thủy ngân(I) nitrat là một hợp chất vô cơ với công thức hóa học Hg2(NO3)2. Nó được dùng làm tiền chất để điều chế các hợp chất thủy ngân(I), và là chất độc giống như mọi hợp chất thủy ngân khác.

## Phản ứng
Thủy ngân(I) nitrat được tạo thành khi cho thủy ngân hóa hợp với axit nitric loãng (với axit đặc sẽ tạo ra thủy ngân(II) nitrat). Thủy ngân(I) nitrat là một chất khử, sẽ bị oxy hóa khi tiếp xúc với không khí.
Thủy ngân(II) nitrat có thể hóa hợp với thủy ngân kim loại để tạo thành thủy ngân(I) nitrat.
Dung dịch thủy ngân(I) nitrat có tính axit do phản ứng chậm với nước:
Hg2(NO3)2 + H2O ⇌ Hg2(NO3)(OH) + HNO3
Hg2(NO3)(OH) tạo thành chất kết tủa màu vàng.
Nếu dung dịch được đun sôi hoặc tiếp xúc với ánh sáng, thủy ngân(I) nitrat trải qua một phản ứng phân huỷ sinh ra thủy ngân kim loại và thủy ngân(II) nitrat:
Hg2(NO3)2 ⇌ Hg + Hg(NO3)2
Những phản ứng này có tính thuận nghịch; axit nitric được hình thành có thể tái hòa tan muối thủy ngân cơ bản.
Chất này không ổn định, khi thêm kiềm vào dung dịch muối, một kết tủa màu đen được tạo thành:
{\displaystyle {\mathsf {Hg_{2}(NO_{3})_{2}+2KOH\rightarrow HgO\downarrow +Hg\downarrow +2KNO_{3}+H_{2}O}}}
Chất này có thể thu được từ các phản ứng trao đổi hoặc từ thủy ngân kim loại dưới tác động của axit nitric và nhiệt độ không cao hơn 45 °C.